# Von Braun (Mondkrater)
Von Braun ist ein Einschlagkrater am nordwestlichen Rand der Mondvorderseite, am westlichen Rand des Oceanus Procellarum.
Nordwestlich liegt der Krater Gerard, im Südwesten der Krater Lavoisier.
Wie der Krater Lavoisier E, der den westlichen Rand von von Braun berührt, weist auch von Braun in seinem Inneren die Bruchstrukturen eines Floor-fractured craters auf. Der Kraterrand ist stark erodiert. Die Entstehungszeit des Kraters fällt in die nektarische Periode.
Der Krater wurde 1994 von der IAU nach dem deutsch-amerikanischen Raketeningenieur Wernher von Braun offiziell benannt. Zuvor hatte der Krater die Bezeichnung Lavoisier D.